# Esporófito
Em botânica, chama-se esporófito a fase diploide (ou indivíduo representante da fase) das plantas cujo ciclo de vida apresenta alternância de gerações. O esporófito produz esporângios onde, por meiose, se formam esporos haploides que dão origem ao gametófito, uma planta haploide multicelular que irá produzir gametas, assegurando assim a reprodução sexuada da espécie.
Nas plantas vasculares - as espermatófitas e as pteridófitas - o esporófito corresponde à planta "adulta" com um caule e folhas, enquanto que o gametófito se encontra reduzido. Nas primeiras há o ovário e grão de pólen e, nas segundas, há um protalo, uma planta muito simples e geralmente subterrânea.
Os musgos, fungos e muitas algas, cuja planta "adulta" é haploide, produzem gâmetas que vão dar origem ao esporófito, que pode estar reduzido a uma estrutura efémera.